# PGC 12783
LEDA/PGC 12783 (auch NGC 1326A) ist eine Balken-Spiralgalaxie vom Hubble-Typ SBm im Sternbild Fornax am Südsternhimmel. Sie ist schätzungsweise 77 Millionen Lichtjahre von der Milchstraße entfernt und hat einen Durchmesser von etwa 45.000 Lichtjahren. Gemeinsam mit PGC 12788 bildet sie ein optisches Galaxienpaar. Unter der Katalognummer FCC 37 ist sie als Mitglied des Fornax-Galaxienhaufens gelistet. 

Im selben Himmelsareal befinden sich u. a. die Galaxien NGC 1317, NGC 1318, NGC 1326, NGC 1336.